# Soho (West Midlands)
Soho ist der Name des Stadtviertels nordwestlich der Innenstadt von Birmingham. 

## Lage
Es liegt beiderseits der Soho Road zwischen Kingstanding im Norden und Winson Green im Süden. – Folgt man der Soho Road stadtauswärts nach Nordwesten, erreicht man zuerst den Motorway M5, eine der wichtigsten englischen Autobahnen. Direkt dahinter liegt bereits das für seinen Fußballverein bekannte West Bromwich.

## Geschichte
Soho war, da direkt neben der Innenstadt gelegen, mit das erste Industriegebiet von Birmingham. – Weltweit bekannt wurde Soho in den Jahren 1770 bis 1800, weil Boulton & Watt hier ihren Firmensitz hatte. Dieses Unternehmen baute die durch James Watt verbesserte Dampfmaschine, die das Industriezeitalter einläutete, und exportierte sie in alle Welt. Auch die erste kommerziell nutzbare Gasbeleuchtung wurde (durch den Watt-Mitarbeiter William Murdoch) in Soho entwickelt.

## Soho heute
Auch heute noch ist Soho der Industrie eng verbunden. So residiert an der Soho Road das Soho College of Management & Technology, eine Hochschule für Ingenieure. Auch eine lokale pharmazeutische Fabrik trägt den Namen des Viertels.
Koordinaten: 52° 30′ N, 1° 56′ W